# Carex lenticularis
Carex lenticularis är en halvgräsart som beskrevs av André Michaux. Carex lenticularis ingår i släktet starrar, och familjen halvgräs.

## Underarter
Arten delas in i följande underarter:
- C. l. dolia
- C. l. impressa
- C. l. lenticularis
- C. l. limnophila
- C. l. lipocarpa

## Bildgalleri

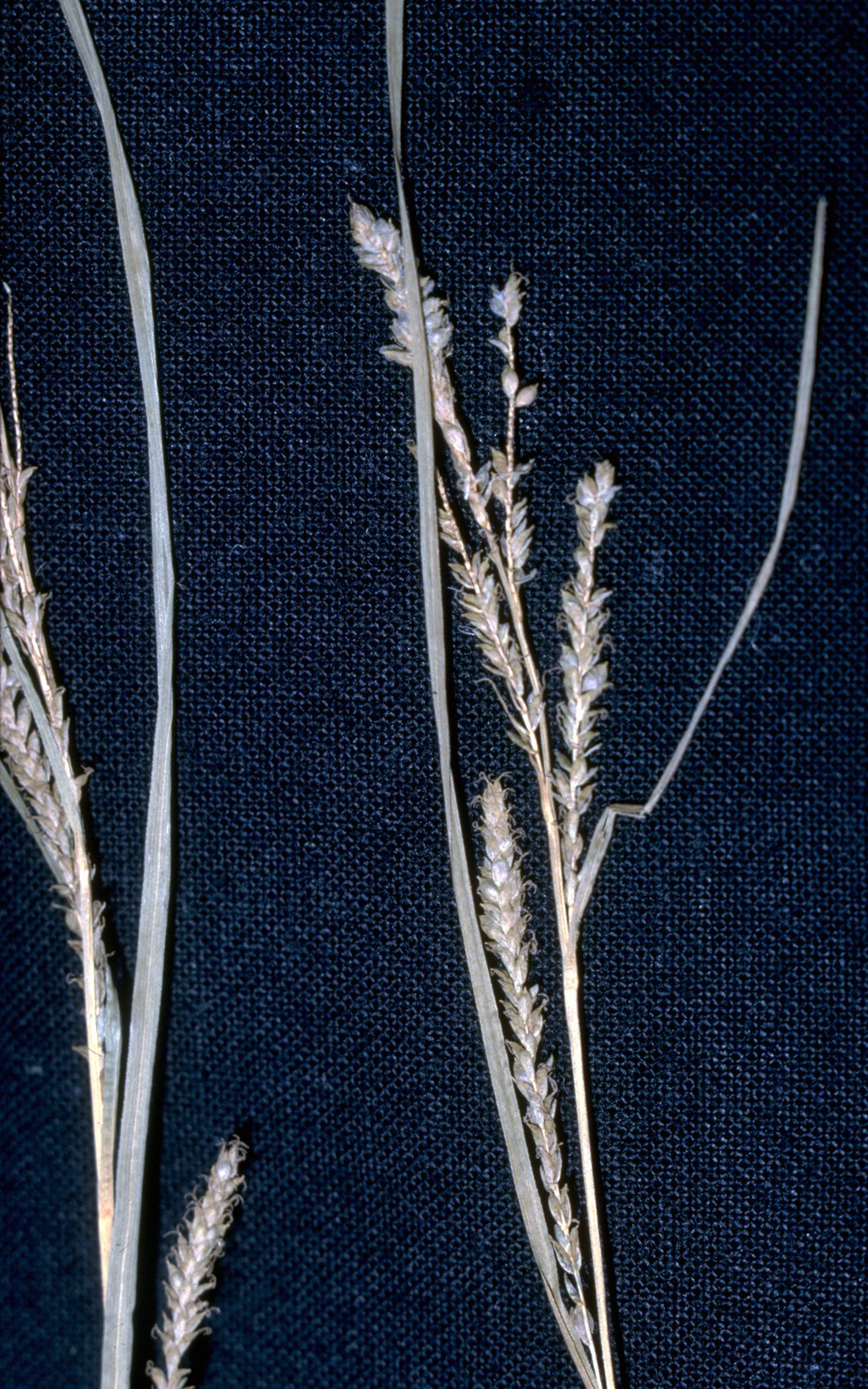
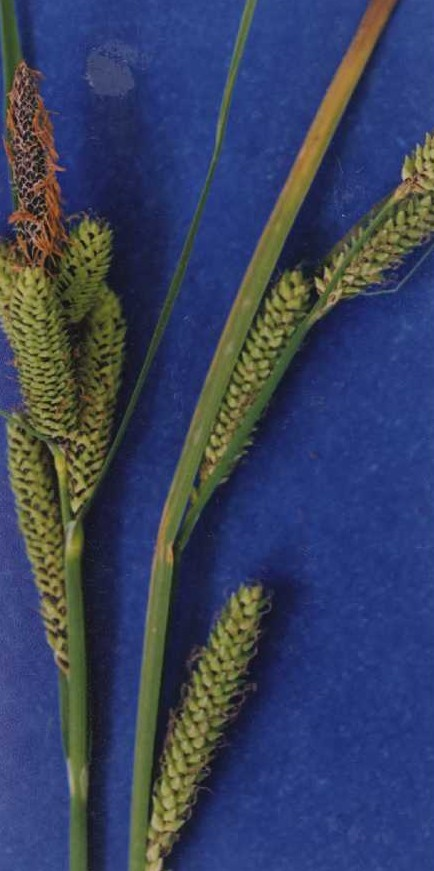